# Muthinapura, Chikmagalur
Muthinapura là một làng thuộc tehsil Chikmagalur, huyện Chikmagalur, bang Karnataka, Ấn Độ.